# 北海道道459号瀬棚港線

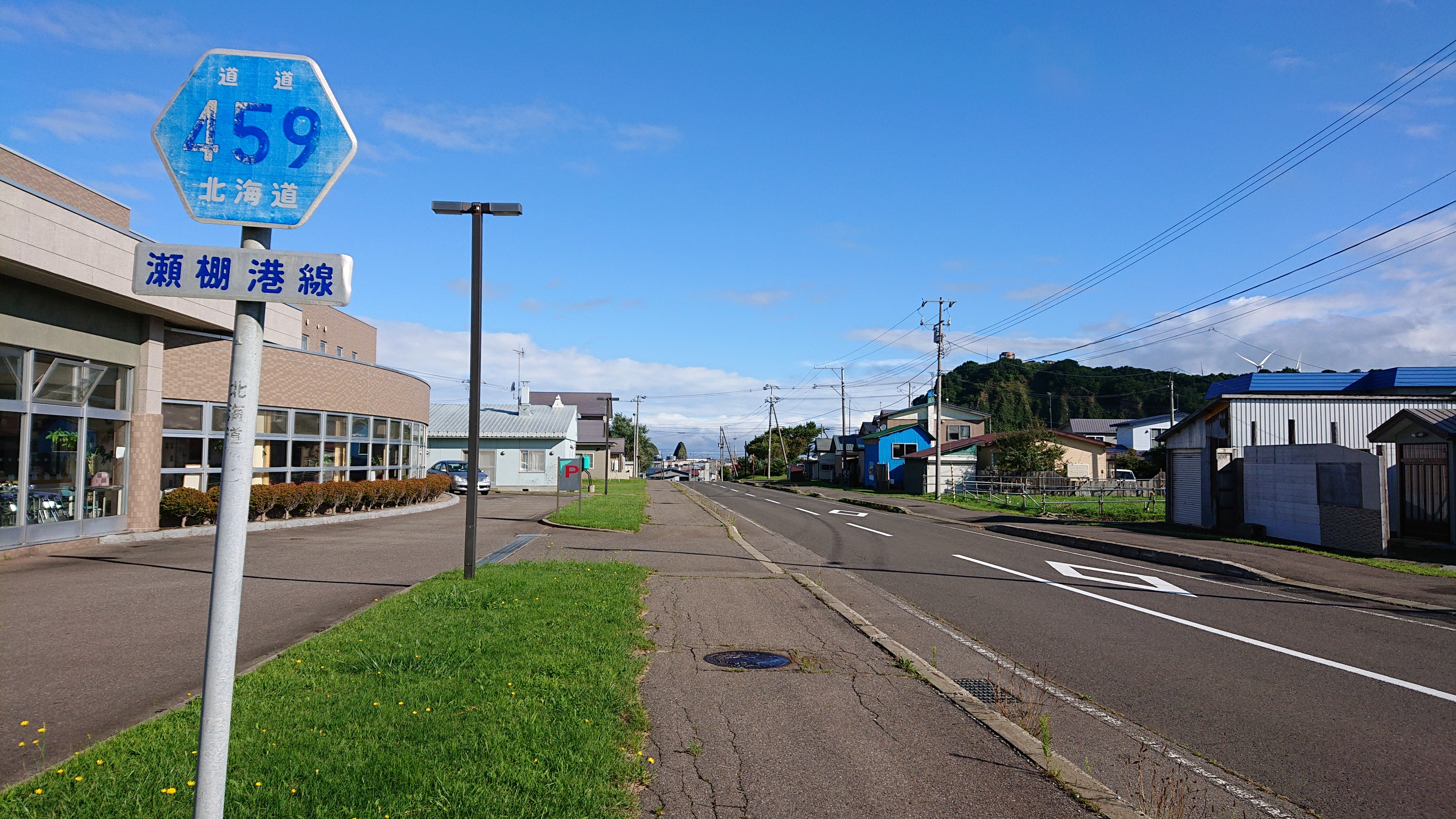
北海道道459号瀬棚港線

北海道道459号瀬棚港線（ほっかいどうどう459ごう せたなこうせん）は、北海道久遠郡せたな町内を結ぶ一般道道（北海道道）である。

## 概要

### 路線データ
- 起点：北海道久遠郡せたな町瀬棚区本町（旧国鉄 瀬棚線 瀬棚駅跡）
- 終点：北海道久遠郡せたな町瀬棚区本町（地方港湾 瀬棚港）
- 総延長：1.022 km
- 実延長：1.022 km
- 重用延長：0 km

## 歴史
- 1963年（昭和38年）10月23日 - 路線認定[1]。
- 1987年（昭和62年）3月16日 - 瀬棚線の廃線に伴い、瀬棚駅は廃駅となる。

## 地理

### 通過する自治体
- 檜山振興局
  - 久遠郡せたな町

### 交差する道路
せたな町
- 北海道道447号西大里瀬棚停車場線 - 瀬棚区本町（起点）
- 北海道道783号東大里瀬棚停車場線 - 瀬棚区本町（起点）

### 沿線にある施設など
せたな町
- せたな消防署せたな町北檜山消防団瀬棚支署・せたな町瀬棚消防団 - 瀬棚区本町752
- 瀬棚港 - 瀬棚区本町